# Italochrysa facialis
Italochrysa facialis är en insektsart som först beskrevs av Banks 1910.  Italochrysa facialis ingår i släktet Italochrysa och familjen guldögonsländor. Inga underarter finns listade i Catalogue of Life.